# Queensland Alumina Limited
Koordinaten: 23° 52′ 1″ S, 151° 17′ 26″ O
Queensland Alumina Limited (QAL) betreibt eine Raffinerie, die Aluminiumoxid herstellt, eine Vorstufe der Aluminiumherstellung. Das Unternehmen befindet sich in Gladstone in Queensland, Australien und  beschäftigt 1050 Personen. Die Jahreserzeugung liegt bei 3,95 Mio. t.

## Geschichte
Gegründet wurde Queensland Alumina im März 1967 und es ist heute eines der größten Unternehmen weltweit das Aluminiumoxid herstellt. Die Anlage erstreckt sich über 80 ha eines 3050 ha großen Geländes von QAL. In unmittelbarer Nähe befindet sich eine Hafenanlage auf South Trees Island, die mit der Raffinerie über einen Damm verbunden ist.
QAL gehört seit 2005 zu 80 % Rio Tinto Alcan und zu 20 % einer Tochterfirma der russischen RUSAL. Aufgrund der russischen Invasion in die Ukraine verhängte die Regierung Australiens im Frühjahr 2022 als Sanktion ein Exportverbot für Tonerde, Aluminiumerze und Bauxit nach Russland. Daraufhin übernahm Rio Tinto mit der Begründung, damit den Weiterbetrieb des Werkes sicherzustellen, gegen den Willen von Rusal die vollständige Kontrolle über die Queensland Alumina.

## Herstellung
Die Raffinerie verarbeitet nach dem Bayer-Verfahren in vier Verarbeitungsstufen jährlich 8,8 Millionen Tonnen Bauxiterz aus der Weipa-Bauxitmine von Rio Tinto, die 2000 Kilometer entfernt im Norden Queenslands liegt. Der Erz-Transport erfolgt mit Schiffen.
In der Aluminiumherstellung werden 1,5 Millionen Tonnen Kohle der Boundary Hill Mine aus dem Callide-Kohlenfeld, 830.000 Tonnen ätzende Natronlauge und 16,04 Petajoule Erdgas verbraucht.
Des Weiteren werden 105.000 Tonnen Kalk aus Zentral-Queensland mit LKWs antransportiert, 30 Megaliter Wasser täglich und jährlich durchschnittlich 76 MW Strom aus dem Netz von Queensland und 16 MW Strom aus eigener Erzeugung verbraucht.